# Liste der Baudenkmale in Zeuthen
Die Liste der Baudenkmale in Zeuthen enthält alle Baudenkmale der brandenburgischen Gemeinde Zeuthen und ihrer Ortsteile. Grundlage ist die Landesdenkmalliste mit dem Stand vom 31. Dezember 2020. Die Bodendenkmale sind in der Liste der Bodendenkmale in Zeuthen aufgeführt.

## Baudenkmale in den Ortsteilen
In den Spalten befinden sich folgende Informationen:
- ID-Nr.: Die Nummer wird vom Brandenburgischen Landesamt für Denkmalpflege vergeben. Ein Link hinter der Nummer führt zum Eintrag über das Denkmal in der Denkmaldatenbank. In dieser Spalte kann sich zusätzlich das Wort Wikidata befinden, der entsprechende Link führt zu Angaben zu diesem Denkmal bei Wikidata.
- Lage: die Adresse des Denkmales und die geographischen Koordinaten. Link zu einem Kartenansichtstool, um Koordinaten zu setzen. In der Kartenansicht sind Denkmale ohne Koordinaten mit einem roten beziehungsweise orangen Marker dargestellt und können in der Karte gesetzt werden. Denkmale ohne Bild sind mit einem blauen bzw. roten Marker gekennzeichnet, Denkmale mit Bild mit einem grünen beziehungsweise orangen Marker.
- Bezeichnung: Bezeichnung in den offiziellen Listen des Brandenburgischen Landesamtes für Denkmalpflege. Ein Link hinter der Bezeichnung führt zum Wikipedia-Artikel über das Denkmal.
- Beschreibung: die Beschreibung des Denkmales
- Bild: ein Bild des Denkmales und gegebenenfalls einen Link zu weiteren Fotos des Baudenkmals im Medienarchiv Wikimedia Commons

### Miersdorf
| ID-Nr.            | Lage                              | Bezeichnung                                                                                                  | Beschreibung | Bild                                                                     |
| ----------------- | --------------------------------- | --- | --- | ------------------------------------------------------------------------ |
| 09140845          | (Lage)                            | Preußischer Meilenstein „III Meilen bis Berlin“, an der Landesstraße 400                                     | | Preußischer Meilenstein „III Meilen bis Berlin“, an der Landesstraße 400 |
| 09140308 Wikidata | Dorfstraße (Lage)                 | Dorfkirche                                                                                                   | Die evangelische Dorfkirche stammt aus dem 15./16. Jahrhundert. Aufgrund ihrer unregelmäßigen Aufmauerung aus kaum behauenen Feldsteinen besitzt sie unter den Teltower Kirchen Seltenheitswert. Ungewöhnlich sind auch ein in die Westfassade eingemauerter Mühlstein und ein Grabstein. Die Hallenkirche hat die Grundmaße 17,65 Meter × 9,62 Meter. Bei späteren Umbauarbeiten wurden die Mauern um 1,50 Meter mit Ziegelsteinen erhöht und das Gebäude erhielt einen Dachturm auf der Westseite. Die Kirche weist mehrfach umgebaute Fenster auf, darunter ein rundes in der Westfassade. Zur Innenausstattung zählen Emporen mit farbigen Brüstungen. Auf der Westempore steht die Schuke-Orgel aus dem Jahr 1912. Ursprünglich befanden sich drei geschnitzte Madonnenfiguren hier. Von den zwei noch erhaltenen ist die gotische Miersdorfer Madonna besonders erwähnenswert. Sie wird auf das Jahr 1400 datiert und soll aus Polen stammen. | weitere Bilder                                                           |
| 09140033          | Am Pulverberg 1 (Lage)            | Rathaus Miersdorf                                                                                            | | Rathaus Miersdorf                                                        |
| 09140309 Wikidata | Dorfstraße / Am Pulverberg (Lage) | Sowjetischer Ehrenfriedhof für 449 in den Frühjahrskämpfen 1945 gefallene sowjetische Soldaten und Offiziere | | weitere Bilder                                                           |

### Zeuthen
| ID-Nr.                                    | Lage                                          | Bezeichnung | Beschreibung | Bild               |
| ----------------------------------------- | --------------------------------------------- | --- | --- | ------------------ |
| 09140895 Wikidata                         | Alte Poststraße 8 (Lage)                      | Alte Feuerwache mit historischem Löschfahrzeug                                                                                     | | weitere Bilder     |
| 09140896 Teilobjekt zu: 09140895 Wikidata | Alte Poststraße 8 (Lage)                      | Löschfahrzeug | | BW                 |
| 09140411                                  | Forstweg 49 (Lage)                            | Einfamilienhaus | | weitere Bilder     |
| 09140572 Wikidata                         | Goethestraße 19 (Lage)                        | „Landhaus“ mit Nebengebäuden und Terrasse                                                                                          | | weitere Bilder     |
| 09140573 Teilobjekt zu: 09140572          | Goethestraße 19 ()                            | Nebengebäude | | ein Bild hochladen |
| 09140538 Wikidata                         | Bahnstraße, Goethestraße 26b (Lage)           | Bahnhof Zeuthen, bestehend aus Stationsgebäude, Bahnsteig mit Überdachung sowie Güterschuppen mit Kopframpe und Ladezufahrtsstraße | Bis 2018 standen auch noch die Zugangstreppe sowie der Personentunnel mit östlichem Zugang und westlichem Doppelzugang mit Pavillon auf der Denkmalliste. Diese blieben beim Umbau der Zugangsanlagen 2019 nicht mehr in dieser Form enthalten.                                  | weitere Bilder     |
| 09141314 Teilobjekt zu: 09140538          | Bahnstraße, Goethestraße 26b ()               | Bahnhofsempfangsgebäude | | ein Bild hochladen |
| 09141315 Teilobjekt zu: 09140538          | Bahnstraße, Goethestraße 26b ()               | Unterführung | | ein Bild hochladen |
| 09141316 Teilobjekt zu: 09140538          | Bahnstraße, Goethestraße 26b ()               | Bahnsteigüberdachung | | ein Bild hochladen |
| 09141317 Teilobjekt zu: 09140538          | Bahnstraße, Goethestraße 26b ()               | Güterschuppen | | Güterschuppen      |
| 09141318 Teilobjekt zu: 09140538          | Bahnstraße, Goethestraße 26b ()               | Ladestraße | | ein Bild hochladen |
| 09140545                                  | Lindenallee 9 (Lage)                          | Villa mit Wirtschaftsgebäude | | weitere Bilder     |
| 09141323 Teilobjekt zu: 09140545          | Lindenallee 9 ()                              | Wirtschaftsgebäude & Remise | Die Gebäude befinden sich an der nördlichen Grenze des Grundstückes. | ein Bild hochladen |
| 09140675                                  | Lindenallee 10 (Lage)                         | Wohnhaus „Kleine Villa Hankel“ | | BW                 |
| 09140394 Wikidata                         | Niemöllerstraße 10 (Lage)                     | Einfamilienhaus | Das Allkupferhaus wurde 1934 erbaut. | weitere Bilder     |
| 09140312 Wikidata                         | Schillerstraße / Wilhelm-Guthke-Straße (Lage) | Kirche | Die evangelische Martin-Luther-Kirche wurde von 1913 bis 1914 erbaut. | weitere Bilder     |
| 09140523 Wikidata                         | Schillerstraße 1 (Lage)                       | Gemeindeschule | Die ehemalige Gemeindeschule wurde 1901 errichtet und 1932 umgebaut. Das Gebäude fungiert heute als Rathaus der Gemeinde Zeuthen. | weitere Bilder     |
| 09140353 Wikidata                         | Schulstraße 4 (Lage)                          | Schule mit Turnhalle | | weitere Bilder     |
| 09141130 Teilobjekt zu: 09140353          | Schulstraße 4 ()                              | Turnhalle | Die Turnhalle wurde von 1931 bis 1932 erbaut. | ein Bild hochladen |
| 09141356                                  | Schmöckwitzer Straße 60 (Lage)                | Verstärkeramt Zeuthen, bestehend aus Hauptgebäude, Trafo- und Pförtnerhaus, Pflasterung der Zufahrt sowie Doppelgarage             | | BW                 |
| 09141317 Teilobjekt zu: 09141356          | Schmöckwitzer Straße 60 ()                    | Pförtnerhaus & Trafostation | | ein Bild hochladen |
| 09141358 Teilobjekt zu: 09141356          | Schmöckwitzer Straße 60 ()                    | Garage | | ein Bild hochladen |
| 09140313 Wikidata                         | Seestraße / Platz der Demokratie (Lage)       | Gedenkstein für Interbrigadisten, auf dem Platz der Demokratie                                                                     | Der Gedenkstein für die Interbrigadisten, die in den 1930er Jahren im Spanischen Bürgerkrieg an der Seite der Republikaner kämpften, steht auf dem Platz der Demokratie an der östlichen Seite der Seestraße. Zu DDR-Zeiten trug der Platz den Namen Platz der Interbrigadisten. | weitere Bilder     |
| 09140450 Wikidata                         | Seestraße 31 (Lage)                           | Landhaus mit Garage und straßenseitiger Grundstückseinfriedung                                                                     | | weitere Bilder     |
| 09140527 Wikidata                         | Seestraße 69 (Lage)                           | Villa mit Wirtschaftsgebäude, Garage und Bootsschuppen, Terrassenmauer im Garten und straßenseitiger Einfriedung                   | | weitere Bilder     |
| 09140560 Wikidata                         | Seestraße 73 (Lage)                           | Villa mit Wirtschaftsgebäude | | weitere Bilder     |
| 09140659 Wikidata                         | Spreewaldstraße 2 (Lage)                      | Einfamilienhaus Keding mit Garage einschließlich Zufahrt, Gartentreppe und Einfriedung                                             | | weitere Bilder     |
| 09140414 Wikidata                         | Stedinger Straße 21 (Lage)                    | Einfamilienhaus einschließlich straßenseitiger Einzäunung                                                                          | | weitere Bilder     |
| 09140963 Wikidata                         | Wilhelm-Guthke-Straße (Lage)                  | Trauerhalle, auf dem Friedhof | | weitere Bilder     |
| 09140964 Wikidata                         | Wilhelm-Guthke-Straße (Lage)                  | Grabmal Debus-Schmidt, auf dem Friedhof                                                                                            | | weitere Bilder     |
| 09140965 Wikidata                         | Wilhelm-Guthke-Straße (Lage)                  | Grabanlage Bruno Meissner, auf dem Friedhof                                                                                        | | weitere Bilder     |